# Buradaghatta, Tumkur
Buradaghatta là một làng thuộc tehsil Tumkur, huyện Tumkur, bang Karnataka, Ấn Độ.